# Rogowo (województwo wielkopolskie)
Rogowo – wieś w Polsce położona w województwie wielkopolskim, w powiecie gostyńskim, w gminie Krobia.

## Historia
Pierwsza historyczna informacja o Rogowie pochodzi z 1407 roku, kiedy to wieś należała do możnego rodu Awdańców. Na początku XVI wieku Rogowo stanowiło własność rodziny Pępowskich, a od końca XVI wieku Czackich. Wieś szlachecka położona była w 1581 roku w powiecie kościańskim województwa poznańskiego. W 1622 roku właścicielką wsi była Elżbieta Bojanowska, a w końcu XVIII wieku – pułkownik Andrzej Twardowski, po nim Mateusz Błociszewski – konfederata barski. Następnie wieś przeszła w ręce rodziny Kwiatkowskich.
W okresie Wielkiego Księstwa Poznańskiego (1815-1848) miejscowość należała do wsi większych w ówczesnym pruskim powiecie Kröben (krobskim) w rejencji poznańskiej. Rogowo należało do okręgu krobskiego tego powiatu i stanowiło odrębny majątek, którego właścicielem był wówczas (1846) Kwiatkowski. Według spisu urzędowego z 1837 roku wieś liczyła 172 mieszkańców, którzy zamieszkiwali 17 dymów (domostw).
Od 1862 roku właścicielem dóbr był Piotr Albrecht Humblot, po którym w 1898 roku odziedziczyła je jego córka Bertha Magnus z domu Humblot, a wkrótce Paul Magnus z Berlina. W 1924 roku majątek przeszedł na własność Skarbu Państwa, od którego w tym samym roku odkupił go Adam Remigiusz Grocholski z Grudziądza. W latach 80. XIX wieku na terenie majątku znajdowały się cztery domy, w których mieszkało 125 osób. W 1881 roku powierzchnia dóbr wynosiła 321 ha, z czego 221,5 ha zajmowały pola, 26,22 ha łąki, 50,9 ha lasy, 9,11 ha pastwiska. W 1913 roku było tu 35 koni, 111 krów i 163 świnie.
W 1926 roku działała tu mleczarnia elektryczna i młyn, prowadzono także hodowlę ryb. Na początku XX wieku, w północnej części wsi, po zachodniej stronie drogi Niepart – Krobia, wzniesiono pałac, który obecnie mieści dom pomocy społecznej dla kobiet.
W latach 1975–1998 miejscowość położona była w województwie leszczyńskim.
Wieś oddalona jest 4 km od Krobi. Powierzchnia wsi wynosi 379,90 ha. W wiosce dominuje budownictwo jednorodzinne (jedynym wyjątkiem jest tu blok 8-rodzinny). Miejscowość ma zwartą zabudowę, ulokowaną wzdłuż drogi Krobia – Niepart. Według danych ze spisu powszechnego w 2011 roku znajduje się tu 27 budynków mieszkalnych. Wszystkie mieszkania są własnością prywatną.